# 1960 في إسبانيا
فيما يلي قوائم الأحداث التي وقعت خلال عام 1960 في إسبانيا.

## سياسة

### تعيين في المنصب
- 3 يوليو – سانتياغو كاريو الأمين العام للحزب الشيوعي الإسباني ‏.

### انتهاء فترة المنصب
- 3 يوليو – دولوريس إيباروري الأمين العام للحزب الشيوعي الإسباني ‏.

## رياضة
- 1 يناير – طواف إسبانيا 1960

## ظهور
- 1 يناير – ميرندا

## مواليد

### يناير
- 1 يناير – مانويل خوسيه غارثيا كاباروس
- 21 يناير – سيليستينو برييتو دراج إسباني.

### فبراير
- 1 فبراير – ماريانو بينيا ممثل إسباني.
- 2 فبراير – أبيل ريسينو

### مارس
- 23 مارس – انريكي أجا دراج إسباني.

### أبريل
- 3 أبريل – فرناندو أرسيجا لاعب كرة سلة إسباني.
- 9 أبريل – إيزابيل كويسيت
- 15 أبريل – بيدرو ديلغادو درّاج طريق إسباني.
- 16 أبريل – رافاييل بينيتيز
- 20 أبريل – دييغو رودريغيز فيرنانديز

### مايو
- 7 مايو – ألمودينا جرانديس كاتبة إسبانية.
- 28 مايو – خيسوس رودريغيز ماغرو درّاج طريق إسباني.

### يونيو
- 5 يونيو – روبرتو مولينا كاراسكو رُبّان إسباني.
- 7 يونيو – أنخيل أوكانيا دراج إسباني.
- 17 يونيو – أدريان كامبوس
- 21 يونيو – لويس كاسيميرو

### يوليو
- 5 يوليو – إدواردو شوزاس درّاج طريق إسباني.

### أغسطس
- 4 أغسطس – خوسيه لويس ثباتيرو سياسي إسباني.
- 8 أغسطس – باكو كلوز
- 9 أغسطس – توماس رينونيس لاعب كرة قدم إسباني.
- 10 أغسطس – أنتونيو بانديراس ممثل إسباني.

### أكتوبر
- 29 أكتوبر – مانويل مارتينيز لاعب كرة قدم إسباني.

### نوفمبر
- 28 نوفمبر – فيكتور فيرنانديز

## وفيات

### مارس
- 27 مارس – غريغوريو مارانيون (مواليد 1887)

### يونيو
- 28 يونيو – خوان جوفر (مواليد 1903)

### يوليو
- 8 يوليو – أنخيل كابريرا (مواليد 1879)

### نوفمبر
- 21 نوفمبر – ليوبولدو توريس بلباس (مواليد 1888)